# Paraprotus albithorax
Paraprotus albithorax is een hooiwagen uit de familie Cosmetidae.